# 弓果黍属
弓果黍属（学名：Cyrtococcum）是禾本科下的一个属，为一年生或多年生草本植物。该属共有约17种，分布于热带非洲和亚洲。
属名Cyrtococcum来源于希腊语kyrtos（弯曲）和kokkos（果仁）的合成词，指本属的谷粒背部成弯弓型。